# Gastrancistrus aequus
Gastrancistrus aequus är en stekelart som beskrevs av Graham 1969. Gastrancistrus aequus ingår i släktet Gastrancistrus och familjen puppglanssteklar.
Artens utbredningsområde är Sverige. Arten är reproducerande i Sverige. Inga underarter finns listade i Catalogue of Life.